# Svalbard (Schiff)
Die Svalbard (W303) ist ein Eisbrecher und Küstenwachschiff der norwegischen Küstenwache.

## Geschichte
Gebaut wurde das Schiff von der Firma Langsten AS auf der Tangen Verft in Kragerø in Telemark Fylke. Am 9. August 2000 fand die Kiellegung statt und bereits am 17. Februar des folgenden Jahres erfolgte der Stapellauf. Die Taufe des Schiffs folgte am 15. Dezember 2001 in Tomrefjord in Anwesenheit der norwegischen Verteidigungsministerin Kristin Krohn Devold. Volle Einsatzbereitschaft wurde etwa Mitte des Jahres 2002 erreicht. Der Heimathafen des Schiffes ist Sortland.

## Aufgaben
Das Haupteinsatzgebiet der Svalbard liegt in den arktischen Gewässern im Norden Norwegens, in der Barentssee und im Bereich Spitzbergens (norw. Svalbard). Das Schiff ist als Eisbrecher ausgelegt, dies ist eine seiner Hauptaufgaben. Daneben nimmt es Aufgaben im Bereich von Search and Rescue sowie hoheitliche Aufgaben war, wie etwa die Kontrolle des Fischfangs. Obwohl die Svalbard nicht speziell dafür ausgerüstet ist, wird sie gelegentlich auch für Polarexpeditionen genutzt.
Am 21. August 2019 erreichte das Schiff erstmals den Nordpol; das Erreichen einer sehr hohen Durchschnittsgeschwindigkeit auf dieser Expedition von sieben Knoten, war der Rinne des russischen Eisbrechers 50 Let Pobedy auf dieser Route zu verdanken.

## Technik
Die Svalbard ist die größte und eine der komplexesten Einheiten der norwegischen Küstenwache.

### Antrieb
Die Energie für den Vortrieb des Schiffes wird durch vier Dieselmotoren mit angeschlossenem Generator von je 3390 kW Leistung bereitgestellt. Der eigentliche Antrieb erfolgt durch zwei Propellergondeln, die um 360° drehbar sind und jeweils einen 5 MW starken Elektromotor beinhalten. Diese Antriebsform ermöglicht eine verhältnismäßig geringe Höchstgeschwindigkeit von 17,5 Knoten, ist jedoch äußerst wirtschaftlich zu betreiben und verleiht dem Schiff eine enorme Wendigkeit.

### Militärische Ausrüstung
Da die Svalbard im Verteidigungsfall zur Landesverteidigung herangezogen werden kann, wurde das Schiff mit militärischer Ausrüstung versehen.
Die Bewaffnung besteht aus einer 57 × 438 mm-Kanone von Bofors sowie kleineren Waffen wie Maschinengewehren und Handfeuerwaffen. Außerdem gehört ein ABC-Schutz, der durch einen permanenten und konstanten Überdruck erreicht wird, zur Ausstattung. Bei Bedarf können Mistral-Flugabwehrraketen mitgeführt werden.

### Hubschrauber
Die Svalbard wurde so gebaut, dass zwei Hubschrauber gleichzeitig mitgeführt werden können. In der Praxis wird üblicherweise nur ein Hubschrauber mitgeführt. Zunächst handelte es sich dabei um einen Westland Lynx, der ab 2009 durch einen Hubschrauber vom Typ NH90 ersetzt werden sollte. Diese Hubschrauber waren im Jahr 2001 bestellt worden, wurden aber nur zum Teil ausgeliefert und zu Beginn des Jahres 2019 war keine der neun neuen Maschinen wie geplant im Einsatz. Im November 2020 wurde bekannt, dass ab 2025 die Sea Lynx durch 31 Helikopter des Typs NH90 in der Variante NATO Frigate Helicopter (NFH) Sea Tiger ersetzt werden sollen.

### Weitere Fähigkeiten
Das Schiff hat die Eisklasse Icebreaker POLAR-10, womit es fähig ist, Eis bis zu einer Dicke von etwa einem Meter zu brechen. Außerdem besitzt die Svalbard einen Kran, der bis zu 12 Tonnen Last heben kann sowie leistungsstarke Winden, um ein havariertes Schiff abschleppen zu können. Das Schiff verfügt über nennenswerte Kapazitäten zur Brandbekämpfung.

## Export
Im Juli 2007 gab der kanadische Premierminister Stephen Harper bekannt, dass sein Land beabsichtige, sechs bis acht Arctic Patrol Ships zu beschaffen, die auf dem Design der Svalbard aufgebaut sein sollen. Die kanadische Marine benennt diese als Harry-DeWolf-Klasse. Nach Übergabe der ersten Einheit wurde diese im Juni 2021 offiziell in Dienst gestellt.

### Svalbard
- Marinelog-Artikel (englisch)
- Marinetalk-Artikel (englisch) (Memento vom 16. Mai 2008 im Internet Archive)
- SFU-Artikel (englisch) (Memento vom 17. April 2008 im Internet Archive)
- Defense-Industry-Daily-Artikel (englisch)

### Forschungsexpeditionen mit der Svalbard
- Polararet-Artikel (englisch)
- Bericht einer Expedition